# Fábiánháza
Fábiánháza is een plaats (község) en gemeente in het Hongaarse comitaat Szabolcs-Szatmár-Bereg. Fábiánháza telt 1919 inwoners (2001).